# Jan Dobiecki
Jan Dobiecki herbu Ossoria (zm. przed 14 lipca 1737 roku) – podczaszy radomski w 1731 roku, podczaszy stężycki w latach 1726–1731, podstarości i sędzia grodzki opoczyński w 1723 roku, pisarz grodzki opoczyński w 1720 roku.
Jako deputat i poseł z województwa sieradzkiego na sejm elekcyjny podpisał pacta conventa Stanisława Leszczyńskiego w 1733 roku. Poseł województwa sandomierskiego na sejm zwyczajny pacyfikacyjny 1735 roku.